# Nikola Avramov
Nikola Vaszilev Avramov (bolgárul Никола Василев Аврамов) (Jambol 1897. május 21. – 1945. június 25. Szófia) bolgár festő volt, aki különösen kézzelfogható csendéleteiről ismert.

## Családja, származása
Apja Vaszil Nikolov Avramov (Васил Николов Аврамов), anyja Cvetana Vaszilova volt, Marija Milanov Starkelovát (Мария Миланова Щъркелова) vette feleségül, három gyermekük született.

## Képgaléria

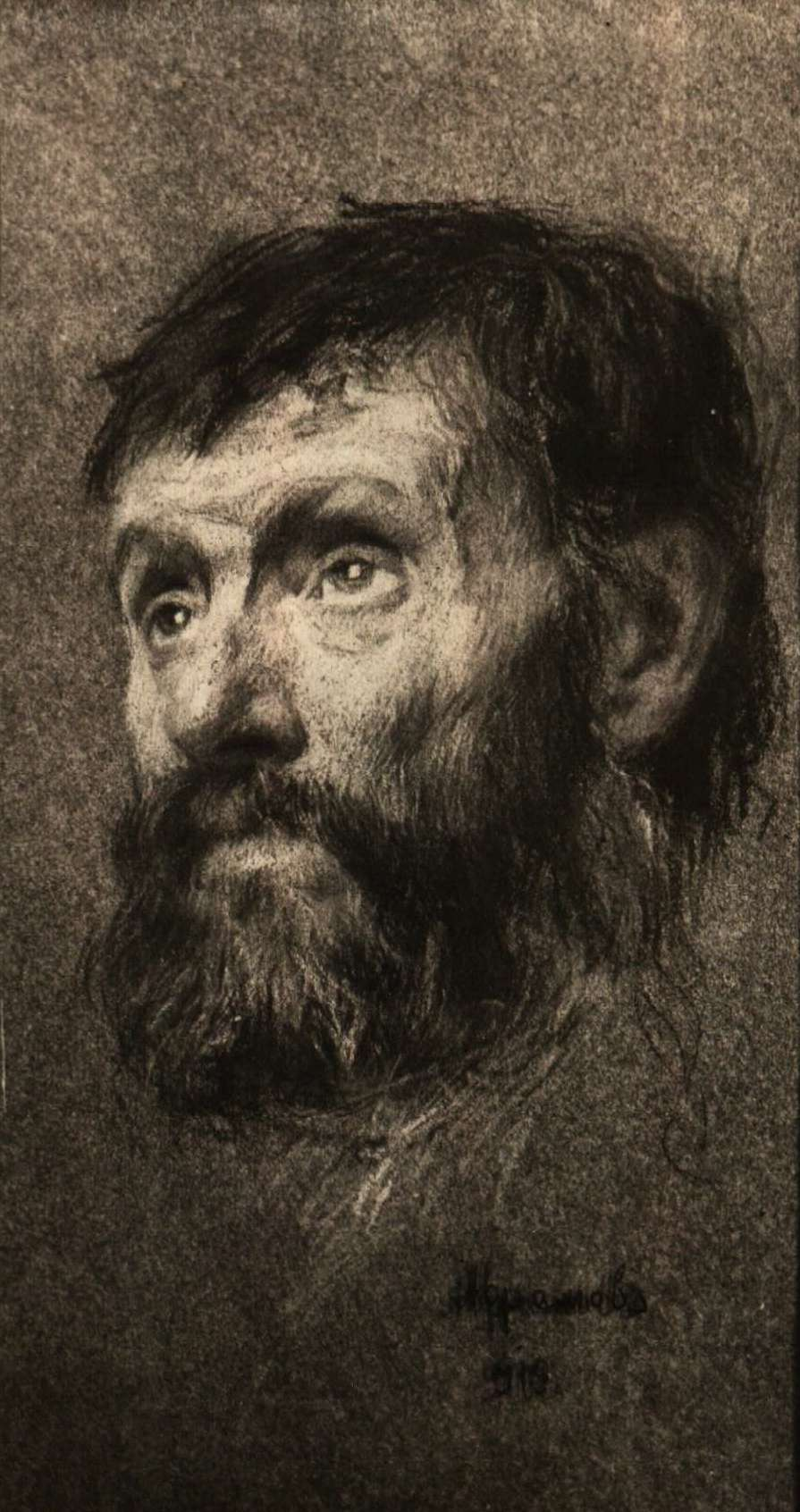
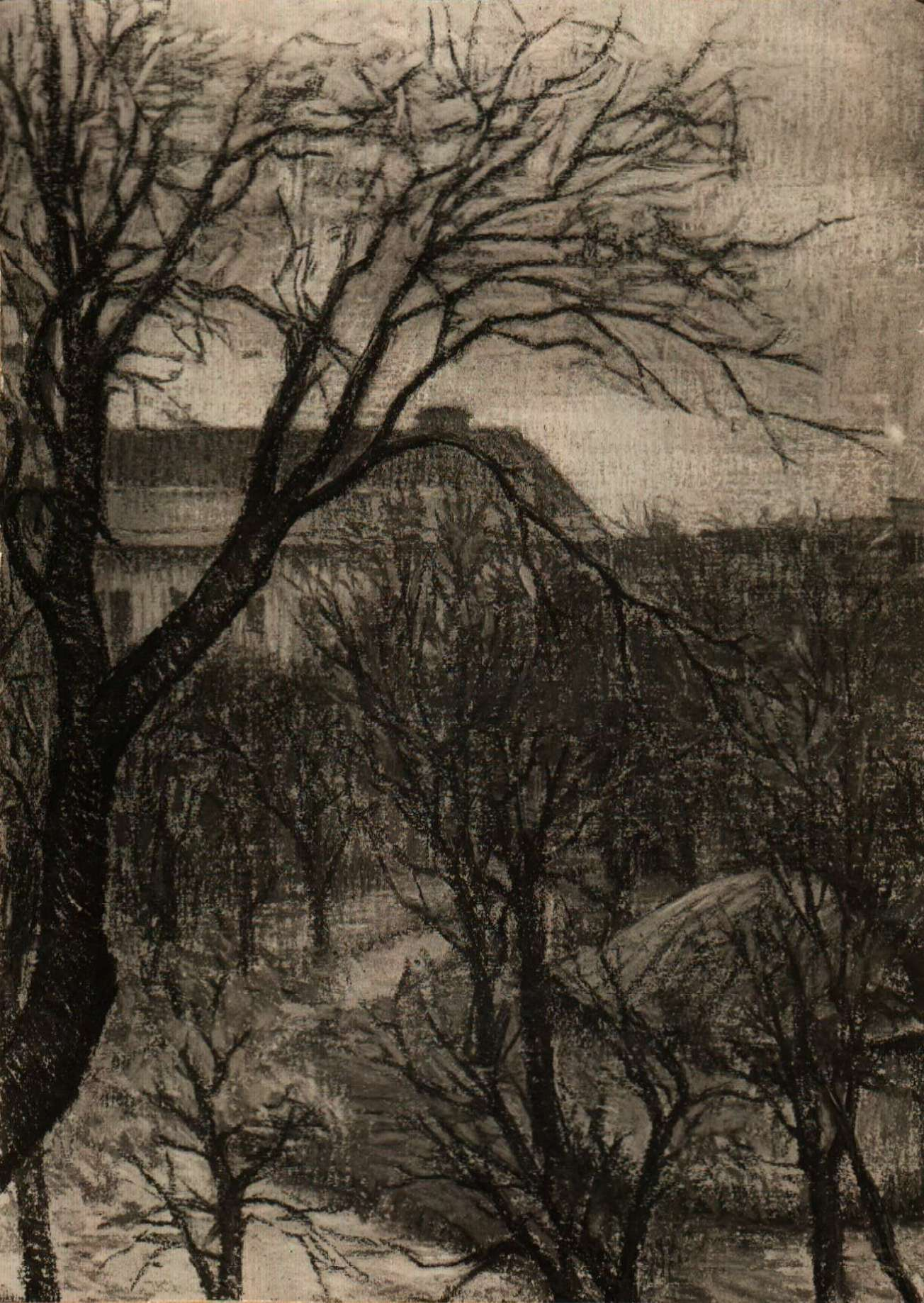
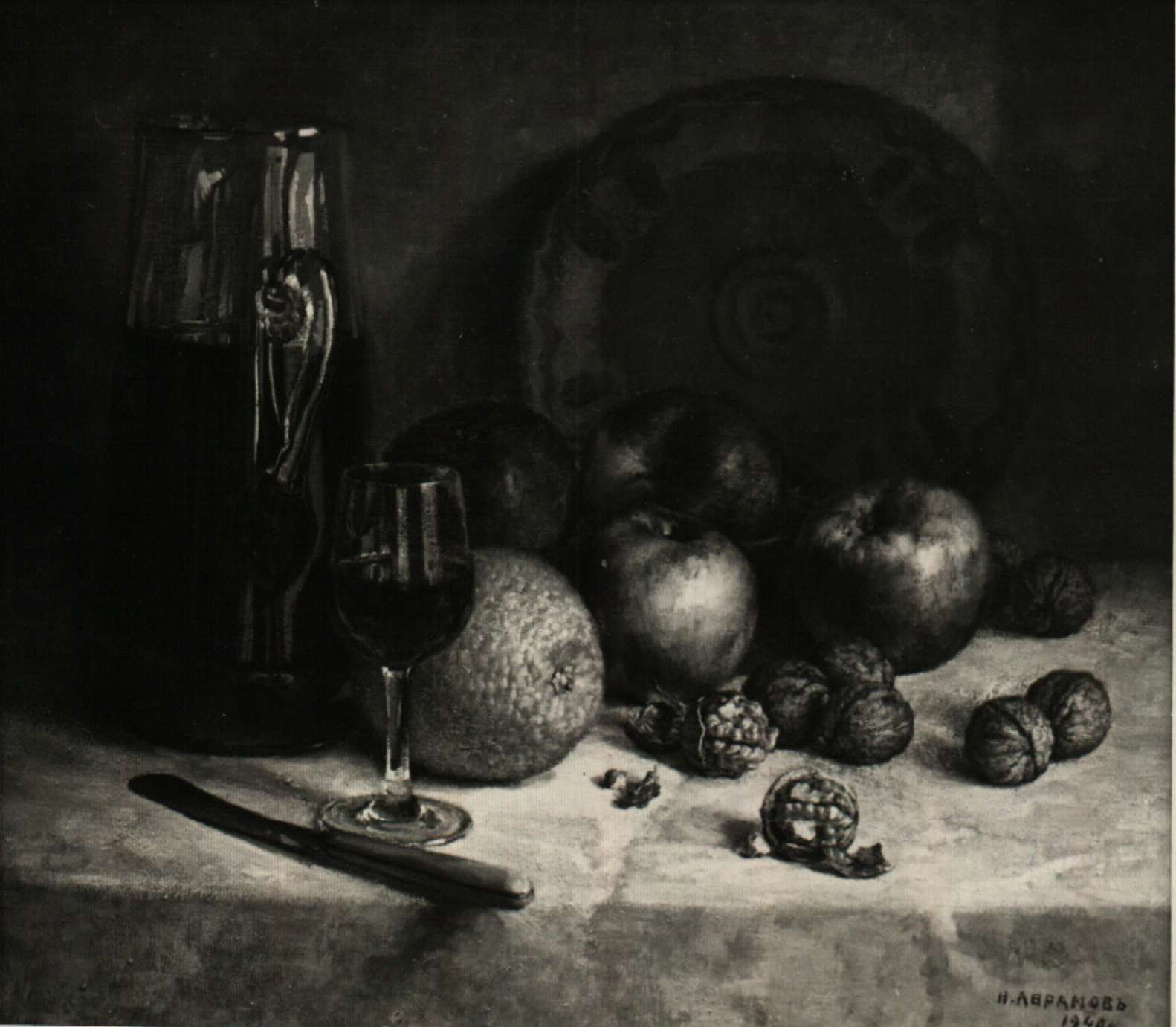
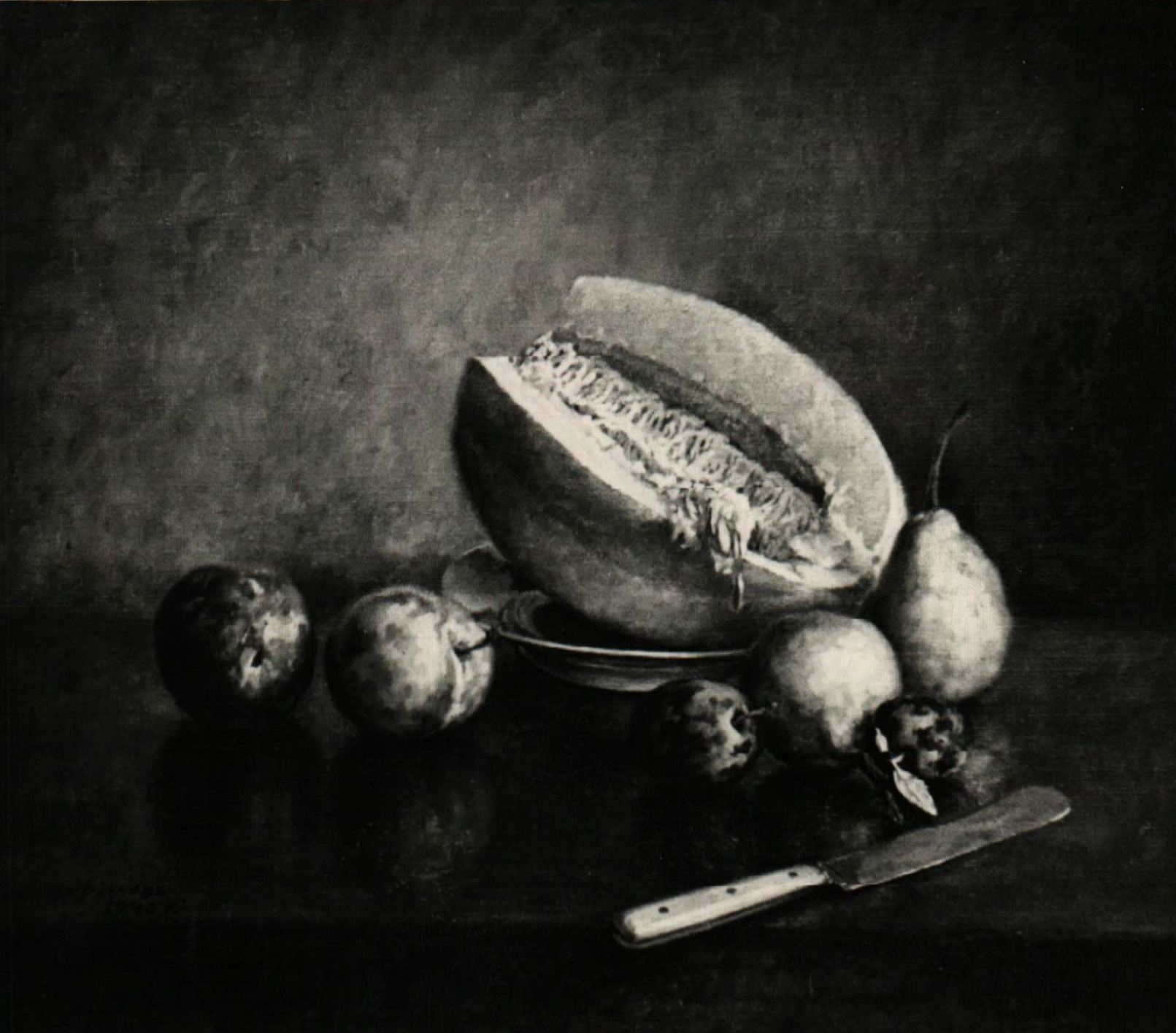

## Fordítás
- Ez a szócikk részben vagy egészben a Nikola Avramov című angol Wikipédia-szócikk ezen változatának fordításán alapul.  Az eredeti cikk szerkesztőit annak laptörténete sorolja fel. Ez a jelzés csupán a megfogalmazás eredetét és a szerzői jogokat jelzi, nem szolgál a cikkben szereplő információk forrásmegjelöléseként.
- Ez a szócikk részben vagy egészben a Nikola Avramov című szerb Wikipédia-szócikk ezen változatának fordításán alapul.  Az eredeti cikk szerkesztőit annak laptörténete sorolja fel. Ez a jelzés csupán a megfogalmazás eredetét és a szerzői jogokat jelzi, nem szolgál a cikkben szereplő információk forrásmegjelöléseként.